# Estavayer
Estavayer (deutsch veraltet: Stäffis) ist der Name einer Fusionsgemeinde im Kanton Freiburg in der Schweiz, die per 1. Januar 2017 gegründet wurde. Sie setzt sich aus den bisherigen politischen Gemeinden Bussy, Estavayer-le-Lac, Morens, Murist, Rueyres-les-Prés, Vernay und Vuissens zusammen. Die neue Gemeinde zählt rund 10'000 Einwohner, ihre Fläche erstreckt sich über 4038 Hektaren. Sitz der Gemeindeverwaltung ist Estavayer-le-Lac, das auch die mit Abstand einwohnergrösste ehemalige Gemeinde ist.

## Sehenswürdigkeiten

Luftbild aus 500 m von Walter Mittelholzer (1919)